# 2. ŽNL Zadarska
Druga Županijska nogometna liga (2. ŽNL) Zadarska je nogometna liga na području Zadarske županije te je ujedno liga šestog ranga hrvatskog nogometa. Organizira je Nogometni savez Zadarske županije. 

Pobjednik lige stječe pravo nastupa u Prvoj županijskoj ligi, dok ne postoji niža liga.

## Sudionici

### Sudionici 2024./25.
- Arbanasi – Zadar
- Debeljak – Debeljak, Sukošan
- NOŠK – Novigrad
- Pag – Pag
- Podgradina – Podgradina, Posedarje
- Sveti Mihovil - Sutomišćica, Preko
- Vrčevo – Glavica, Sukošan
- Zemunik – Zemunik Donji

### Bivši članovi
nepotpun popis
| | |  |
| - Abeceda sporta – Murvica, Poličnik - Bibinje – Bibinje - Croatia – Stankovci - Croatia – Turanj, Sveti Filip i Jakov - Dalmatinac – Crno, Zadar - Galovac – Galovac - Gorica – Gorica, Sukošan - HAŠK '99 – Benkovac - Jasenice – Jasenice - Murvica – Murvica, Poličnik - Nova Zora – Sveti Filip i Jakov | - Paklenica – Starigrad-Paklenica, Starigrad - Pakoštane – Pakoštane - Povljana – Povljana - Raštane - Gornje Raštane, Sveti Filip i Jakov - Škabrnja – Škabrnja - Velebit – Gračac - Vir – Vir - Zadar II – Zadar - Zrmanja – Obrovac |  |

## Dosadašnji prvaci
| sezona                                              | rang | klubova | pobjednik                     |
| --------------------------------------------------- | ---- | ------- | ----------------------------- |
| 1998./99.                                           | 5.   | 8       | Škabrnja                      |
| 1999./2000.                                         | 5.   |         |                               |
| 2000./01.                                           | 5.   |         |                               |
| 2001./02.                                           | 5.   |         |                               |
| 2002./03.                                           | 5.   |         |                               |
| 2003./04.                                           | 5.   | 10      | Raštane (Gornje Raštane)      |
| 2004./05.                                           | 5.   | 10      | Vir                           |
| 2005./06.                                           | 5.   | 9       | Debeljak                      |
| 2006./07.                                           | 6.   | 9       | Nova zora Sveti Filip i Jakov |
| 2007./08.                                           | 6.   | 9       | Jasenice                      |
| od sezone 2008./09. do sezone 2011./12. nije igrano |      |         |                               |
| 2012./13.                                           | 5.   | 11      | Bibinje                       |
| 2013./14.                                           | 5.   | 11      | Zemunik (Zemunik Donji)       |
| 2014./15.                                           | 5.   | 11.     | Dalmatinac Crno               |
| 2015./16.                                           | 5.   | 11      | Croatia Turanj                |
| 2016./17.                                           | 5.   | 9       | Arbanasi Zadar                |
| 2017./18.                                           | 5.   | 9       | Pag                           |
| 2018./19.                                           | 5.   | 12      | Nova zora Sveti Filip i Jakov |
| 2019./20. ↓19/20                                    | 5.   | 10      | Gorica                        |
| 2020./21.                                           | 5.   | 7       | Abeceda sporta Murvica        |
| 2021./22.                                           | 5.   | 8       | Zemunik (Zemunik Donji)       |
| 2022./23.                                           | 6.   | 6       | Galovac                       |
| 2023./24.                                           | 6.   | 7       | Raštane (Gornje Raštane)      |
| 2024./25.                                           | 6.   | 8       | Debeljak                      |

Kategorija:2. ŽNL Zadarska 

Kategorija:Sezone petog ranga HNL-a 

Kategorija:Sezone šestog ranga HNL-a 

Napomene: 

↑19/20  – u sezoni 2019./20. prvenstvo prekinuto nakon 15. kola zbog pandemije COVID-19 u svijetu i Hrvatskoj

## Vanjske poveznice
- Nogometni savez Zadarske županije
- Nogometni savez Zadarske županije – 2. ŽNL  Arhivirana inačica izvorne stranice od 10. listopada 2016. (Wayback Machine)
- semafor.hns.family
- antenazadar.hr, 2. ŽNL Zadarska
- (engl.) sofascore.com, 2. ŽNL Zadarska